# اقتصاد ایران در دوره جمهوری اسلامی
انقلاب ۱۳۵۷ و تأسیس جمهوری اسلامی در ایران تأثیر شگرفی بر اقتصاد این کشور داشته است. از سال ۱۳۵۷ تغییرات ملموسی در خط مشی‌ها، نهادها و ساختار اقتصادی کشور رخ داده و علاوه‌بر این تولید به‌طور عمده‌ای دچار وقفه و اخلال شده است.
همهٔ تغییرات ناشی از انقلاب نبوده، عوامل بسیار دیگری نظیر تحریم‌های مالی و تجاری و نیز نوسانات بازار جهانی نفت تحولات پس از انقلاب را شکل داده‌اند. برخی ویژگی‌های ساختاری اقتصاد نیز همچون وابستگی به صادرات نفت استمرار قابل ملاحظه‌ای نشان داده‌اند.
تولید ناخالص داخلی که اساساً تولید نفت راهبر آن است، در دوره‌هایی دچار هم افول شدید (۱۳۶۰–۱۳۵۸ و ۱۳۶۷–۱۳۶۵) و هم رشد بالا، اگرچه نابرابر (۱۳۶۷–۱۳۶۳ و ۱۳۷۱–۱۳۶۸) شده است. در هر صورت، این رشد تا ۱۹۹۲ تنها ۹٫۴ درصد بالاتر از سطح سال ۱۹۷۷ خود بود که نشان‌دهندهٔ کاهشی ۳۵ درصدی از لحاظ سرانه است. تحولات سیاسی که پیش از تأسیس رژیم اسلامی رخ دادند اثر خود را بر اقتصاد گذاردند. تلاش دولت موقت برای پایدار کردن وضعیت می‌توانست صرفاً به‌طور موقت جلوی لغزش را بگیرد. روند رو به نزول با کاهش تولید نفت که تا حدی ناشی از خط مشی نامناسب دولت ولی بیشتر به خاطر نابودی تأسیسات صادرات نفت از سوی عراق بود، فرار سرمایه و کارکنان ماهر و مدیران ادامه یافت و عدم قطعیت‌های حقوقی و سیاسی و نهادی، اقتصاد را دچار بحرانی عمیق کرد.
با وجود مداخلات فزایندهٔ حکومتی و انحرافات ناشی از آن در اقتصاد، عملکرد خوب بخش کشاورزی و بازیابی تولید و صادرات نفت از ۱۹۸۲ تا اواسط دهه ۱۹۸۰، دوره‌ای از گسترش سریع در تولید واقعی را موجب شد. در هر صورت، تا اواسط دهه ۱۹۸۰، افت قیمت نفت در بازار به همراه هزینهٔ فزایندهٔ اقتصادی جنگ، تنگناهای زیادی بر اقتصاد اعمال کرد. کمبود شدید ارز، باعث افت شدید واردات و همچنین افت شتابناک سرمایه‌گذاری و تولید همراه با نرخ تورم بالا بین سال‌های ۱۹۸۶ و ۱۹۸۸ شد.
در سال ۱۹۸۹ با پایان یافتن جنگ، رشد دوباره شروع شد و رشد درآمدهای نفتی، اصلاحات در سیاست‌ها و اعتبار خارجی به آن کمک کرد ولی تا ۱۹۹۳ افول دیگری در فعالیت اقتصادی دوباره شروع شد.
رئیس اتاق بازرگانی ایران در اوایل سال ۱۴۰۰ گفت که با وجود همهٔ پتانسیل‌ها سهم اقتصاد ایران از اقتصاد جهانی نسبت به ۴۰ سال پیش از این تاریخ، نصف شده است.
در ۱۲ اردیبهشت‌ماه ۱۳۹۸ شورای جهانی طلا در گزارشی آورده است که خرید سکه، طلا و جواهرات توسط مردم ایران در سه ماه اول ۲۰۱۹ نسبت به سه ماه آخر ۲۰۱۸، ۲۱ درصد افت داشته است.

## ایجاد اقتصاد غارتی
پس از انقلاب ۵۷ و در چارچوب اقتصاد اسلامی، دو دسته از نهادهای مالی که خارج از سیستم بانکی دولتی شکل گرفتند، شرکت‌های مضاربه‌ای و صندوق‌های قرض‌الحسنه بودند. این نهادهای پولی تازه تأسیس، با توجه به انحصاری که دولت در بازار پولی و مالی ایجاد کرده بود و با ملاحظهٔ تفاوت‌های آشکاری که در سودآوری انحصاری سیستم بانکی به وجود آمده بود و همین‌طور حیف و میل‌های گسترده‌ای که در این سیستم پولی پایه‌ریزی شده بود، توانستند بخش بزرگی از سرمایه‌ها و منابع پولی مردم را به سود خود جذب نمایند. برخی افراد سودجو با ارائهٔ فرصت‌های وسوسه‌آمیز سرمایه‌گذاری به مردم، آن‌ها را به ظاهر در قالب عقود مضاربه‌ای، ترغیب به سرمایه‌گذاری در طرح‌های مختلف با سودهای بسیار بالا کردند و از این طریق توانستند سرمایه‌ها و پس‌اندازهای مردم را از دستشان خارج کنند. هرچند ریشهٔ شکل‌گیری صندوق‌های قرض‌الحسنه به دوران پیش از انقلاب بازمی‌گردد که عمدتاً با نیات خیرخواهانه به وجود آمده بودند، با این حال شماری از این صندوق‌ها در دهه ۷۰ به پولشویی، فرار مالیاتی و جذب سپرده‌های مردم به صورت پانزی مبادرت کردند. بسیاری از مردم در نتیجهٔ فعالیت این مؤسسات مالباخته و متضرر شدند.
همچنین پس از انقلاب ۵۷، اموال ۵۳ صنعتگر و بانکدار ایرانی که در دورهٔ شاه نوعی الیگارشی را در اقتصاد ایران شکل داده بودند، مصادره شد و تحت کنترل روحانیت حاکم قرار داده شد. این اموال به بنیادها سپرده شدند که دستگاهی مستقل و زیرنظر شخص ولی فقیه هستند. این نهادها به دولت‌ها پاسخگو نیستند، از نظر نحوهٔ مدیریت و حقوق مدیران و انتخاب آن‌ها با دولت‌ها همکاری نمی‌کنند و این وضعیت، فرایند بودجه و برنامه‌ریزی اقتصادی را دچار اختلال می‌کند. در ابتدا دو نهاد در این زمینه نقش پُررنگی ایفا می‌کردند: نخست بنیاد مستضعفان و دوم آستان قدس رضوی؛ امّا به‌تدریج نهادهای دیگری هم به آن‌ها افزوده شدند. کمیته‌های دیگری نیز بودند که باید به مستضعفان و مستمندان رسیدگی می‌کردند. عملکرد این نهادها با ایجاد سازمان اقتصادی وابسته به سپاه، بنیاد تعاون سپاه و قرارگاه خاتم‌الانبیاء گسترش یافت. برای مثال، این نهادها توانستند ادارهٔ خدمات بازنشستگی اعضای سپاه یا ارائهٔ خدمات اجتماعی به خانوادهٔ شهدا را برعهده گیرند و یک نظام خدمات اجتماعی دیگر به‌وجود آمد؛ نظام دولتی که بیمه‌ها و تأمین اجتماعی را شامل می‌شود و نظام موازی‌ای که حول این نهادها شکل گرفت. پس از جنگ، بسیاری از ماتَرَک افرادی که از مناطق جنگ‌زده به شهرستان‌ها یا خارج از کشور رفتند، رها شد. اموال بسیاری از اقلیت‌ها همچون بهائیان نیز تحت همین عنوان مصادره شد. خمینی در سال‌های پایانی عمر خود، دستوری برای تشکیل ستادهای هیئت اجرایی امام صادر کرد. نقش هیئت‌های اجرایی این بود که این اموال را تحت نظارت ولی فقیه درآورند و کنترل کنند. این روند قرار بود در ابتدا بیش از دو ماه طول نکشد و افراد معدودی برای آن انتخاب شدند، امّا به مرور زمان این ستادها بسیار بزرگ شدند و تا امروز نیز وجود دارند. به این ترتیب، دومین دور مصادره‌ها نیز انجام شد. این نهادهای فرادولتی از قانون به‌طور کامل تبعیت نمی‌کنند. در واقع، آن‌ها نهادهایی شترمرغی‌اند؛ به این معنا که خصوصی نیستند؛ زیرا مدعی‌اند کار خیریه، عام‌المنفعه و مبتنی بر قسط اسلامی می‌کنند، دولتی هم نیستند؛ زیرا از نظارت دولت و مجلس خارج‌اند و به شخص ولی فقیه پاسخ می‌دهند، مذهبی هم نیستند؛ زیرا از روحانیت و مراجع مذهبی نیز تبعیت نمی‌کنند. آن‌ها بخش خصوصی را از این زاویه دچار اخلال می‌کنند که بنگاه‌های زیر نظارت‌شان از قوانین بخش خصوصی که مبتنی است بر سود (و نه داشتن یارانه یا ارز ترجیحی) تبعیت نمی‌کنند. اساس این دستگاه‌های فرادولتی این است که زیرمجموعه‌هایشان از تمام مزایای مرتبط با معافیت مالیاتی برخوردارند؛ از امتیازات ویژهٔ گمرکی در ورود اجناس برخوردارند؛ از اعتبارات ویژهٔ بانکی برخوردارند؛ از ارز ترجیحی دولتی استفاده می‌کنند و نیز در زمینهٔ زمین، شانس استفاده از زمین‌های رایگان را دارند. شفافیتی در کار نیست که بتوان نشان داد برای نمونه چند شرکت زیرنظر بنیاد فعالیت می‌کند؛ سود و زیان این شرکت‌ها به چه شکل است یا بیلان کاری آن‌ها چگونه است. بسیاری از این شرکت‌ها زیان‌ده هستند؛ امّا حفظ می‌شوند، چون می‌توانند عاملی باشند برای بهره‌مندی از زمین رایگان، اعتبارات بانکی، ارز ترجیحی یا عاملی باشند برای استخدام؛ مثلاً استخدام سپاهیانی که به سن بازنشستگی رسیده‌اند. این نظام‌های موازی در واقع وسایل تجدید تولید اقتدار و نیز ابزاری برای رقابت بین جناحی‌اند. آن‌ها از یک سو به سودبخش خصوصی نیستند و از سوی دیگر، به سودبخش دولتی نیز نیستند؛ چون اساساً بر مبنای مفهوم امت شکل گرفته‌اند و نه شهروند، خدمات اجتماعی به‌شمار نمی‌آیند و بدین ترتیب مانع کار دولت و خدمات اجتماعی آن نیز شده‌اند.
این گفتهٔ هاشمی رفسنجانی در سال ۱۳۶۳ رویکرد نظام اقتصادی در ایران را نشان می‌دهد: «نباید سرمایه‌های هنگفت در اختیار بخش خصوصی قرار گیرد که اهرمی علیه دولت (حکومت) داشته باشند.»

## گسترش فقر و فساد
پس از انقلاب ۵۷ و تأسیس نظام جمهوری اسلامی در ایران، فقر و فساد به‌طور چشمگیری افزایش یافت. ایران پیش از انقلاب کشوری مرفه بود؛ امّا تورم و تحریم‌های ناشی از سیاست‌های جمهوری اسلامی بخش زیادی از این ثروت را از بین برده است. بانک جهانی برآورد می‌کند در دهه منتهی به ۲۰۲۰، حدود ۹٫۵ میلیون ایرانی به زیر خط فقر سقوط کرده‌اند. ۴۰ درصد دیگر نیز در معرض فقر قرار دارند. کسری بودجهٔ دولت در دسامبر ۲۰۲۳، به تقریباً سه برابر کسری بودجه در سال ۲۰۰۸ رسید و دولت ایران برای جبران این شکاف شروع به چاپ پول کرد.

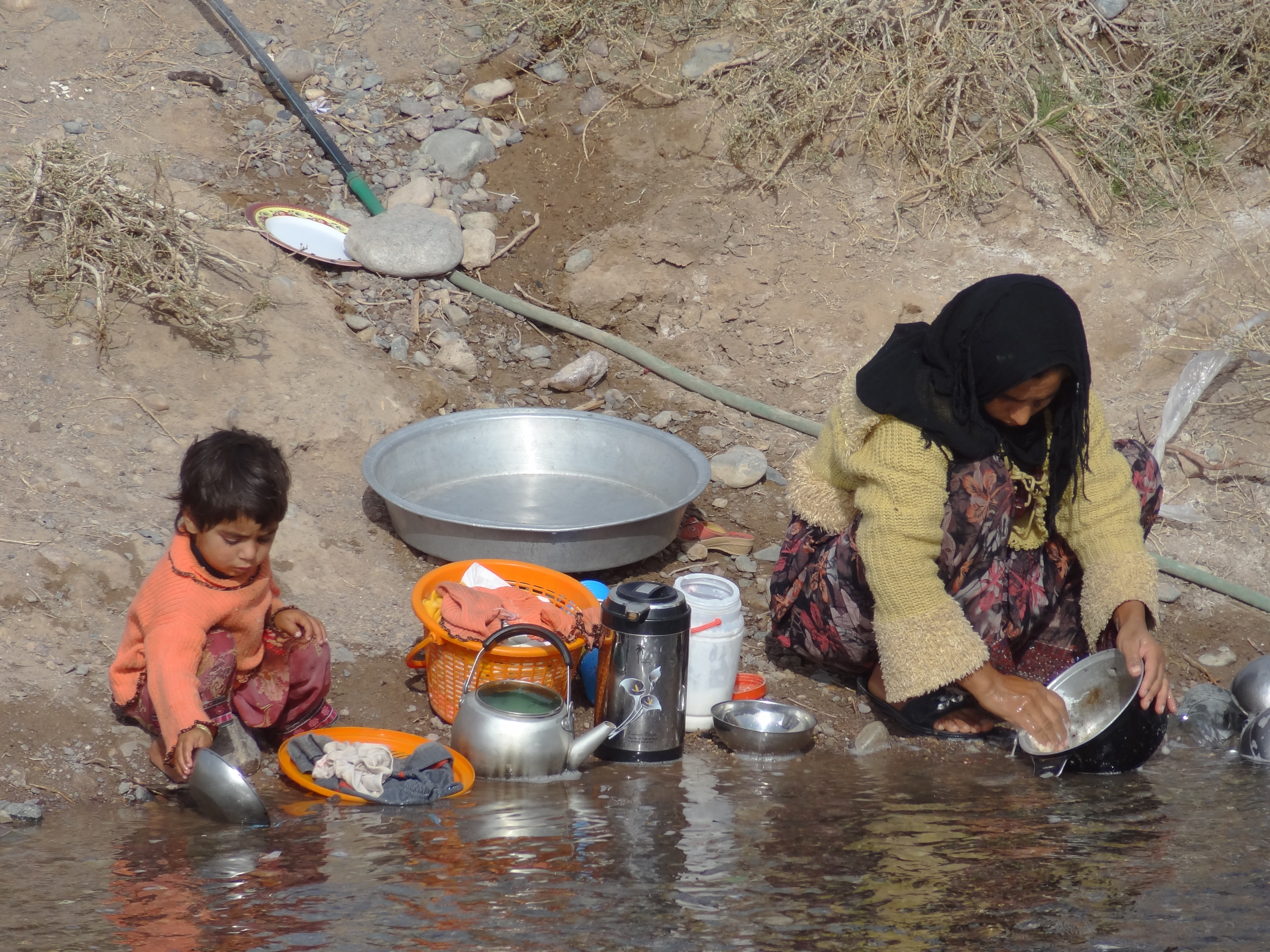
فقر گسترده در استان‌های کرمان و سیستان و بلوچستان

سه سال پیش از انقلاب ۵۷، متوسط سهم هر ایرانی از اقتصاد کشور بیش از دو برابر سهم مردم کره جنوبی بود؛ امّا کمتر از ۴۵ سال بعد از تأسیس جمهوری اسلامی، متوسط سهم مردم ایران از کل اقتصاد کشور به یک‌ششم ارزش سرانه تولید ناخالص داخلی کره جنوبی کاهش یافت. بالاترین رقم شاخص تولید ناخالص داخلی ایران در سال ۱۹۷۶، سه سال پیش از انقلاب، به ثبت رسید. ایران در آن سال با رکورد سرانهٔ هفت‌هزار و ۶۲۲ دلار (به قیمت ثابت دلار در سال ۲۰۱۵) در جایگاه سی‌وششم جهان، بالاتر از کشورهایی مثل ترکیه، کره جنوبی، چین، برزیل، مکزیک و مالزی قرار داشت؛ این در حالی است که بر اساس آخرین آمار بانک جهانی، ایران در سال ۲۰۲۲ به ردهٔ ۱۰۸ سقوط کرده است. به عبارتی از انقلاب ۵۷ تاکنون بیش از ۷۰ کشور از جمله ترکیه، کره جنوبی، چین، برزیل، مکزیک و مالزی در رده‌بندی تولید ناخالص داخلی، با اختلافی چشمگیر از ایران پیشی گرفته‌اند.
فساد در ایران پس از انقلاب با کجروی‌های کوچکی در میان شماری از دست‌اندرکاران آغاز شد، امّا زمینهٔ مناسب برای رشد فساد، باعث فراگیری آن در ابعادی شد که بی‌سابقه تلقی می‌شود. از دیدگاه سازمان شفافیت بین‌الملل، جمهوری اسلامی ایران از نظر فساد داخلی در زمرهٔ یکی از فاسدترین کشورهای جهان قرار دارد. به گزارش سازمان شفافیت بین‌الملل، رتبهٔ ایران در زمینهٔ فساد، ۱۴۶ از ۱۸۰ کشور در سال ۲۰۱۹ میلادی ارزیابی شده است.
از همان ابتدای انقلاب، اخبار یا شایعاتی در مورد دست‌اندازی و برداشت‌های غیرمتعارف برخی از صاحبان قدرت از منابع دولتی و عمومی منتشر می‌شد؛ هرچند در دفاع از مرتکبین این نوع تخلفات گفته می‌شد که انگیزهٔ آنان سودبری فردی نیست، بلکه برای تسریع در خدمت به انقلاب و پیشبرد مصالح عمومی، منابع مورد نیاز را بدون طی تشریفات و با اتکای به موقعیت خود برداشت کرده‌اند! مسئولان بلندپایهٔ حکومت نیز ظاهراً این توجیه را که هدف، وسیله را توجیه می‌کند، قابل‌قبول می‌دانستند و نسبت به این نوع بی‌قانونی واکنش منفی نشان نمی‌دادند. در عین حال، برخی از اقداماتی که در دیگر کشورهای جهان مصداق بارز فساد تلقی می‌شد، از نظر حکومت جدید پذیرفتنی بود و به‌طور آشکار رواج داشت؛ به‌خصوص اینکه با انگیزه یا در پوشش خدمت به انقلاب و پیشبرد مصلحت نظام صورت می‌گرفت. به عنوان مثال، توزیع مناصب حکومتی بر اساس روابط خویشاوندسالاری از همان اوایل انقلاب رواج یافت، با این توجیه که لازم است تا «افراد متعهد معتمد» در مناصب حکومتی قرار گیرند؛ اگرچه این افراد هم غالباً تأکید داشتند که بر اساس «تکلیف» تن به قبول مسئولیت داده‌اند، هرچند منافع مادّی مستقیم و غیرمستقیم قابل‌توجهی هم برای آنان در نظر گرفته می‌شد.

## ورشکستگی و تعطیلی گستردهٔ کارخانجات و صنایع
انقلاب ۵۷ و تأسیس نظام جمهوری اسلامی، تمام جامعهٔ ایران و تمام سطوح زندگی ایرانیان را تحت‌تأثیر قرار داد؛ امّا اثرات آن در برخی حوزه‌ها بسیار ویرانگر بود. اقتصاد ایران و به‌ویژه بخش خصوصی مولّد و کارآفرین آن یکی از این حوزه‌هاست. با مصادرهٔ کارخانه‌ها و واحدهای صنعتی در ماه‌های پس از انقلاب، اقتصاد ایران وارد دوران تازه‌ای شد که در آن بخش اساسی اقتصاد یعنی صنعت و تولید در اختیار دولت (حکومت) قرار گرفت. «ناکارآمدی» و «فساد» ویژگی اصلی این دوره از اقتصاد ایران است. تعداد زیادی از کارخانجات و صنایعی که پیش از انقلاب به‌وجود آمده بودند، در این سال‌ها یکی پس از دیگری ورشکسته و تعطیل شدند.
بر اساس آمارهای رسمی فقط در دهه ۹۰، حدود ۴۰ هزار کارخانه و بنگاه تولیدی و برند تجاری پرسابقهٔ صنعتی، معدنی و کشاورزی ورشکست و تعطیل شده یا ظرفیت تولیدشان را کاهش داده‌اند و عذر تعداد زیادی از کارگران‌شان را خواسته‌اند.